# 凯赖切尼
凯赖切尼，是匈牙利佐洛州所辖的一个村，总面积12.83平方公里，总人口280，人口密度21.8人/平方公里（2010年1月1日）。